# Политички систем Турске
Турска Република је секуларна председничка република основана на начелу деобе власти на законодавну, извршну и судску. Устав је врховни закон државе. 

## Председник
Председник је шеф државе и бира се најмање двотрећинском већином Велике турске народне скупштине (TBMM), познатије као Меџлис, на петогодишњи мандат. Да би био подобан за ову функцију, кандидат мора бити турски држављанин старији од 40 година, мора бити подобан за избор у TBMM, и мора имати високу стручну спрему. Председник председава Савјетом националне безбједности и представља Канцеларију врховног команданта. У време рата, начелник Генералштаба врши функцију врховног команданта у име председника. Председник је овлашћен проглашавати законе или их слати назад у парламент на поновно разматрање, расписивати јавне референдуме, расписивати парламентарне изборе, именовати премијера или прихватити његову оставку; ратификовати и објављивати међународне споразуме итд.

## Извршна власт
Извршна власт је у рукама председника и Савјета министара. Улога премијера је укинута након избора 2018. године по уставним амандманима одобреним на референдуму 2017. године. Председник кандидује министре, чије именовање мора одобрити Велика турска народна скупштина. У року од недељу дана од формирања новог Савјета министара, председник представља владин програм пред Великом турском народном скупштином, након чега се изгласава поверење. Пре општих избора, министри правде, унутрашњих послова и комуникација морају се повући из кабинета, а именују се независни и неутрални (без политичких веза) министри. Савјет министара издаје правила о примени закона и осталим питањима, уз услов да се не косе са постојећим законима, које тада проверава Државни савјет. Велика турска народна скупштина може распустити парламент изгласавањем неповерења.

## Законодавна власт
Према уставу из 1982, законодавна власт припада Великој турској народној скупштини (Меџлис), која заседа у Анкари. То је једнодомни орган са 550 места које се бира по систему пропорционалне заступљености општим правом гласа одраслих, на петогодишњи мандат. У Скупштини су заступљене само странке које су сакупиле више од 10 посто гласова у земљи. Велика турска народна скупштина доноси, мења, допуњава и опозива законе; надгледа рад Савјета министара и овлашћује га да издаје одлуке о посебним питањима које имају снагу закона; ратификује међународне споразуме и одлуке везане уз штампање новца, објаве ратног стања, те учествовање државних оружаних снага у операцијама у иностранству; одлучује о питањима везаним уз одобравање амнестија и помиловања итд. 

## Судска власт
Уставом из 1982. проглашена је независност државних судова и судија. Турска има јединствени правни систем грађанских и војних судова, од којих сваки има апелациони суд са седиштем у Анкари. Уставни суд преиспитује уставност закона и одлука са снагом закона, као и правила процедуре Велике турске народне скупштине. Његове одлуке се одмах објављују у Службеном листу, па су обавезујуће за све, укључујући законодавну и извршну власт. Судије именује председник. Високи апелациони суд је последњи степен преиспитивања одлука и пресуда које су донели судови. Судије бира Врховни савјет судија и тужилаца. Државни савјет је највиши управни суд. Три четвртине судија именује Врховни савјет судија и тужилаца, а једну четвртину председник. Уставом из 1982. прописано је успостављање судова за безбједност који се баве нападима на национални и територијални интегритет Турске, демократски поредак, нападе на унутрашњу и спољну безбједност државе итд. Ту је још и много мањих грађанских и војних судова.